# Parc archéologique de Poggio Civitella
Le parc archéologique de Poggio Civitella  (en italien : parco archeologico di Poggio Civitella) se trouve sur une colline située dans le Val d'Orcia, sur le territoire méridional de la commune de Montalcino en province de Sienne, en région Toscane (Italie).

## Description
Le parc archéologique s'étend sur une colline qui atteint une hauteur maximale de 661 m sur laquelle se trouvait une citadelle fortifiée de l'époque étrusque.
La campagne de fouilles et de restauration s'est terminée en 2005, et en 2008 le parc archéologique a été officiellement inauguré et ouvert au public.
Le parc englobe divers secteurs des vestiges étrusques qui ont été mis au jour tout au long des fouilles et qui ont été mis en valeur de façon à les rendre accessibles au public : 
- Les vestiges d'un village du VIe siècle av. J.-C., deux maisons, un atelier avec four de cuisson, une forge.
- Une tombe a camera avec dromos partiellement conservée datant du VIe siècle av. J.-C.
- Un clos sacré (sacella), avec un autel découvert consacré aux dieux.
- La forteresse dont la construction remonte à la fin du IVe siècle av. J.-C.

La position en hauteur du col permet d'observer une vaste partie du territoire toscan compris entre la région de Grosseto et le Mont Amiata.
Les pièces archéologiques découvertes sont conservées dans la section archéologique du musée de Montalcino.

## Sources
- Voir liens externes